# Нюборг, Петер
Петер Нюборг (швед. Peter Nyborg; родился 12 декабря 1969 года в Гётеборге, Швеция) — шведский профессиональный теннисист.
- Победитель 5 турниров ATP в паре.

## Общая информация
Петер — один из двух детей Ханса и Дорис Нюборгов. Сестру спортсмена зовут Каролина.

## Спортивная карьера

### Одиночная карьера
Нюборг дебютировал в профессиональном туре в мае 1988 года, когда вместе с соотечественником Яном Апеллем сыграл в парном турнире соревнований в Мюнхене. В октябре происходит дебют и в одиночном разряде — швед играет несколько соревнований категории «челленджер» и дважды добирается до полуфиналов.
В феврале Петер впервые играет в финале профессионального турнира, достигнув финала на челленджере в Телфорде. В апреле Нюборг достигает 166-й позиции в одиночном рейтинге, которая, в дальнейшем, так и остаётся непревзойдённой. В июле швед дебютирует на соревнованиях Гран-при, сыграв на турнире в голландском Хилверсюме. Чуть позже — в ноябре, на домашнем турнире в Стокгольме — к Нюборгу приходит и первая победа в рамках матчей на подобных соревнованиях: швед в трёх сетах обыгрывает француза Жерома Потье.
В дальнейшем, когда у Петера стало заметно лучше играть в парных соревнованиях он всё меньше играл в одиночных турнирах. В сентябре 1998 года, после поражения во втором круге турнира серии ITF Futures в Швеции, Нюборг завершил свою одиночную карьеру.

### Парная карьера
В соревнованиях дуэтов к Петеру довольно быстро стали приходить хорошие результаты. Уже на своём третьем профессиональном турнире — на «челленджере» во французском Шербуре Нюборг (вместе с тем же Апеллем) завоёвывает титул. В дальнейшем успехи на соревнованиях подобного уровня ещё не раз повторяются, а вот первый выигранный матч на соревнованиях Гран-при происходит лишь в июне 1990 года на травяном турнире в Манчестере.
Великобритания стала местом и другого дебюта для шведа — за год до этого он дебютирует на турнирах Большого шлема на Уимблдоне.
Следующий этап в карьере Петер начинается в 1993 году: накопленный опыт игр в парных соревнованиях позволяет ему стать более заметной силой на соревнованиях основного тура ATP. В апреле 1993 года пара Нюборг - Апелл выигрывает соревнование в Сеуле.
К концу сезона 1994 года швед, постепенно стабилизируя результаты на турнирах ассоциации, впервые пробивается в сотню сильнейших парных теннисистов мира. В дальнейшем Петер начинает регулярно бывать в финалах соревнований подобного уровня; в августе 1996 года достигнут лучший в карьере рейтинг (Петер поднимается на 38-ю строчку); а в июле 1999 года Нюборг выигрывает самый статусный титул — турнир международной золотой серии ATP в австрийском Кицбюэле.
В ноябре 2000 года Нюборг получает серьёзную травму, из-за которой он был вынужден пропустить десять месяцев. Вернувшись в тур, швед так и не обрёл былую стабильность результатов, но ещё раз смог победить на турнире ассоциации в Бухаресте в сентябре 2002 года.
В 2003 году Петер лишь несколько раз появлялся на соревнованиях профессионального тура, а после проигрыша в первом круге «челленджера» во французском Андрезье-Бутеон швед завершил карьеру игрока.

## Рейтинг на конец года
| Год  | Одиночный рейтинг | Парный рейтинг |
| 2002 |                   | 132            |
| 2001 |                   | 276            |
| 2000 |                   | 72             |
| 1999 |                   | 63             |
| 1998 |                   | 59             |
| 1997 |                   | 63             |
| 1996 |                   | 51             |
| 1995 |                   | 60             |
| 1994 | 706               | 99             |
| 1993 | 410               | 125            |
| 1992 | 235               | 150            |
| 1991 | 187               | 206            |
| 1990 | 218               | 165            |
| 1989 | 214               | 264            |
| 1988 | 324               | 264            |

## Выступления на турнирах

### Выступление в парных турнирах

#### Финалы турниров ATP в парном разряде (11)

##### Победы (5)
| Легенда                      |
| ---------------------------- |
| Турниры Большого Шлема (0)   |
| Masters Cup (0)              |
| ATP Masters (0)              |
| ATP International Gold (0+1) |
| ATP International (0+4)      |

| Титулы по покрытиям | Титулы по месту проведения матчей турнира |
| ------------------- | ----------------------------------------- |
| Хард (0+1)          | Зал (0+2)                                 |
| Грунт (0+2)         | Зал (0+2)                                 |
| Трава (0)           | Открытый воздух (0+3)                     |
| Ковёр (0+2)         | Открытый воздух (0+3)                     |

| №  | Дата             | Турнир            | Покрытие | Партнёр         | Соперники в финале                     | Счёт        |
| 1. | 25 апреля 1993   | Сеул, Южная Корея | Хард     | Ян Апелль       | Нил Броуд Гэри Мюллер                  | 5-7 7-6 6-2 |
| 2. | 12 марта 1995    | Копенгаген, Дания | Ковёр(i) | Марк Кил        | Гийом Рау Грег Руседски                | 6-7 6-4 7-6 |
| 3. | 2 марта 1997     | Милан, Италия     | Ковёр(i) | Пабло Альбано   | Дэвид Адамс Андрей Ольховский          | 6-4 7-6     |
| 4. | 1 августа 1999   | Кицбюэль, Австрия | Грунт    | Крис Хаггард    | Алекс Калатрава Душан Вемич            | 6-3 6-7 7-6 |
| 5. | 15 сентября 2002 | Бухарест, Румыния | Грунт    | Йенс Книппшильд | Эмилио Бенфеле-Альварес Андрес Шнейтер | 6-3 6-3     |

##### Поражения (6)
| №  | Дата            | Турнир                  | Покрытие | Партнёр        | Соперники в финале                    | Счёт        |
| 1. | 12 июня 1994    | Росмален, Нидерланды    | Трава    | Диего Наргисо  | Стефен Нотебом Фернон Вибир           | 3-6 6-1 6-7 |
| 2. | 1 октября 1995  | Базель, Швейцария       | Хард(i)  | Марк Кил       | Цирил Сук Даниэль Вацек               | 6-3 3-6 3-6 |
| 3. | 18 февраля 1996 | Марсель, Франция        | Хард(i)  | Мариус Барнард | Жан-Филипп Флёрьян Гийом Рау          | 3-6 2-6     |
| 4. | 24 марта 1996   | Санкт-Петербург, Россия | Ковёр(i) | Никлас Культи  | Евгений Кафельников Андрей Ольховский | 3-6 4-6     |
| 5. | 14 июля 1996    | Бостад, Швеция          | Грунт    | Джошуа Игл     | Давид Экерот Джефф Таранго            | 4-6 6-3 4-6 |
| 6. | 15 ноября 1998  | Стокгольм, Швеция       | Хард(i)  | Крис Хаггард   | Никлас Культи Микаэль Тиллстрём       | 5-7 6-3 5-7 |

## История выступлений на турнирах

### Парные турниры
| Турнир                 | 1989  | 1991  | 1992  | 1993  | 1994  | 1995  | 1996  | 1997  | 1998  | 1999  | 2000  | 2001  | 2002  | Итог   | В/П за карьеру |
| ---------------------- | ----- | ----- | ----- | ----- | ----- | ----- | ----- | ----- | ----- | ----- | ----- | ----- | ----- | ------ | -------------- |
| Турниры Большого Шлема |       |       |       |       |       |       |       |       |       |       |       |       |       |        |                |
| Australian Open        | -     | -     | -     | -     | -     | 1Р    | 1Р    | 2Р    | 2Р    | 2Р    | 3Р    | -     | 1Р    | 0 / 7  | 5-7            |
| Roland Garros          | -     | -     | -     | 1Р    | 2Р    | 1Р    | 1Р    | 1Р    | 3Р    | 1Р    | 2Р    | -     | -     | 0 / 8  | 4-8            |
| Уимблдон               | 1Р    | 2Р    | 2Р    | 1Р    | 1Р    | 1Р    | -     | 1Р    | 1Р    | 1Р    | 2Р    | -     | К     | 0 / 11 | 9-11           |
| US Open                | -     | -     | -     | 2Р    | 1Р    | 1Р    | -     | 2Р    | 3Р    | 3Р    | 3Р    | 1Р    | -     | 0 / 8  | 7-8            |
| Итог                   | 0 / 1 | 0 / 1 | 0 / 1 | 0 / 3 | 0 / 3 | 0 / 4 | 0 / 2 | 0 / 4 | 0 / 4 | 0 / 4 | 0 / 4 | 0 / 1 | 0 / 2 | 0 / 34 |                |
| В/П в сезоне           | 0-1   | 4-1   | 4-1   | 1-3   | 1-3   | 0-4   | 0-2   | 2-4   | 5-4   | 2-4   | 6-4   | 0-1   | 0-2   |        | 25-34          |

Примечание: К — проигрыш в отборочном турнире.